# Amoeba (ファイル共有)
Amoeba（アモエバ）とは、Windows 10/8/7上で動作するP2P型で匿名による利用が可能なファイル共有ソフトである。

## 概要
匿名性を備えたファイルの共有を行うソフトである。AmoebaはネットワークのバックエンドでTorとI2Pが利用可能で、通常のTCP接続に加えて使用することでより匿名性を向上させている。更にプロキシも接続可能である。ネットワークの仕組みに匿名性を向上させた分散ハッシュテーブルを採用している。ここでいう匿名性は「Winny」「Share」「perfect dark」など既存のファイル共有ソフトの匿名性とは一線を画すものであり、高度な手法を用いて匿名性を確保している。
開発者によると「Winny」「Share」「perfect dark」の開発者は「匿名性重視」も目標にしていたが、ユーザーが無謀な要求を繰り返し、開発者がその要求を飲んでしまったために、使い勝手は良いが「匿名性」がなくなるという事態が起きたとされ、Amoebaは使い勝手や速度よりも匿名性を重視した開発体制であることを伺う事ができる。パリティブロック機能を実装しており一部のブロックが欠けた場合でもある程度なら復元可能でShareのような歯抜けを防いでいる。